# Frohnsdorf
Frohnsdorf is een plaats en voormalige gemeente in de Duitse deelstaat Thüringen, en maakt deel uit van de Landkreis Altenburger Land.
Op 30 juni 2005 telde Frohnsdorf 340 inwoners.

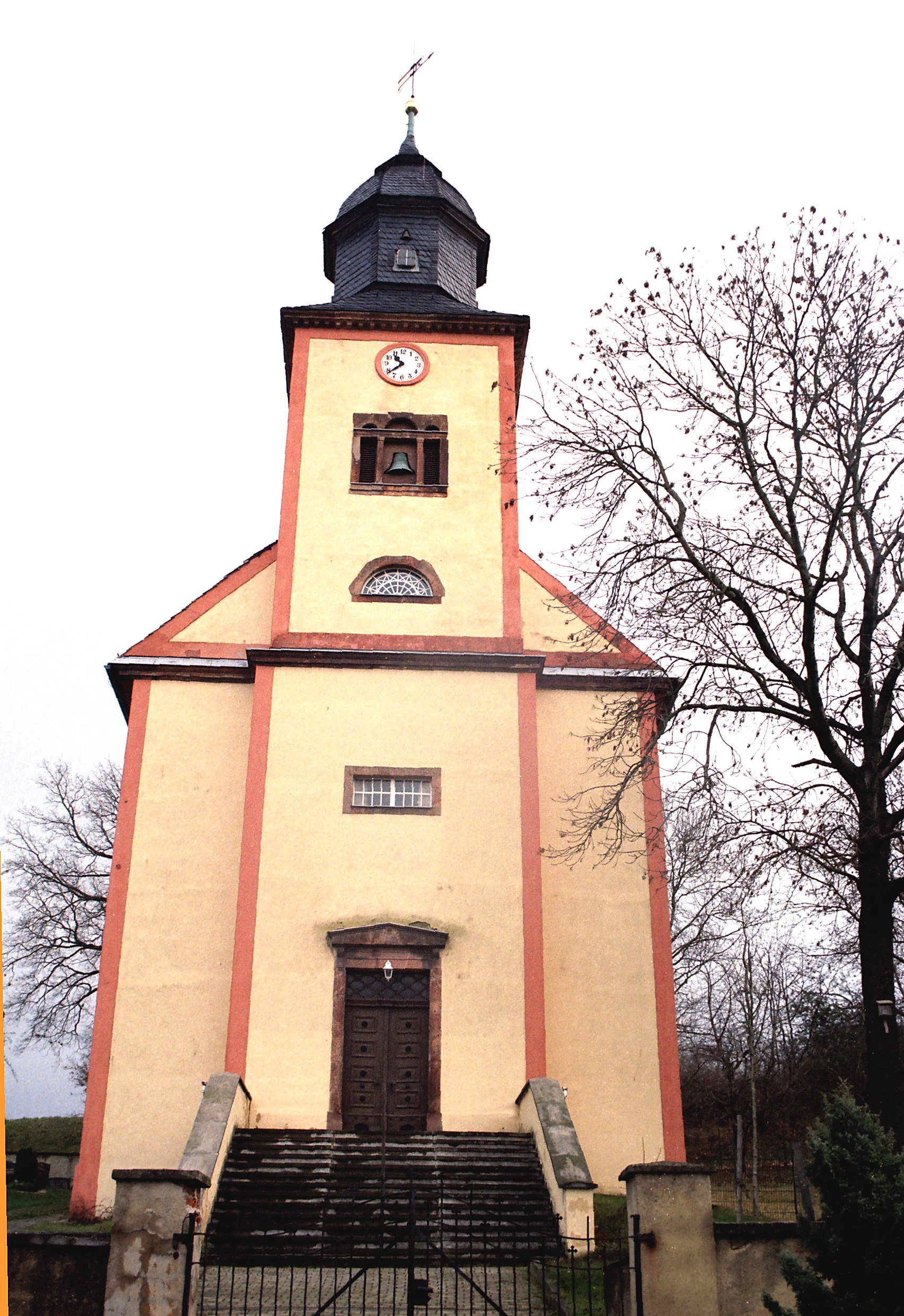
Dorpskerk van Frohnsdorf